# خس‌نشین رخ‌نخودی
خس‌نشین رخ‌نخودی یا خس‌نشین صورت‌کدر (نام علمی: Sericornis perspicillatus) نام یک گونه از سرده خس‌نشین‌ها است.